# Plantain corne-de-cerf
Plantago coronopus
Espèce
Classification phylogénétique
Le plantain corne-de-cerf (Plantago coronopus) encore appelé pied-de-corbeau
ou plantain corne-de-bœuf est une plante de la famille des Plantaginacées.
Son nom lui vient de la forme de ses feuilles divisées comme les bois d'un cerf. L'épithète coronopus dérive du grec koronê, « corneille » et pous, « pied », les divisions de la feuille pouvant évoquer, avec un peu d'imagination, les doigts d'une patte de corneille.

## Description
Organes reproducteurs

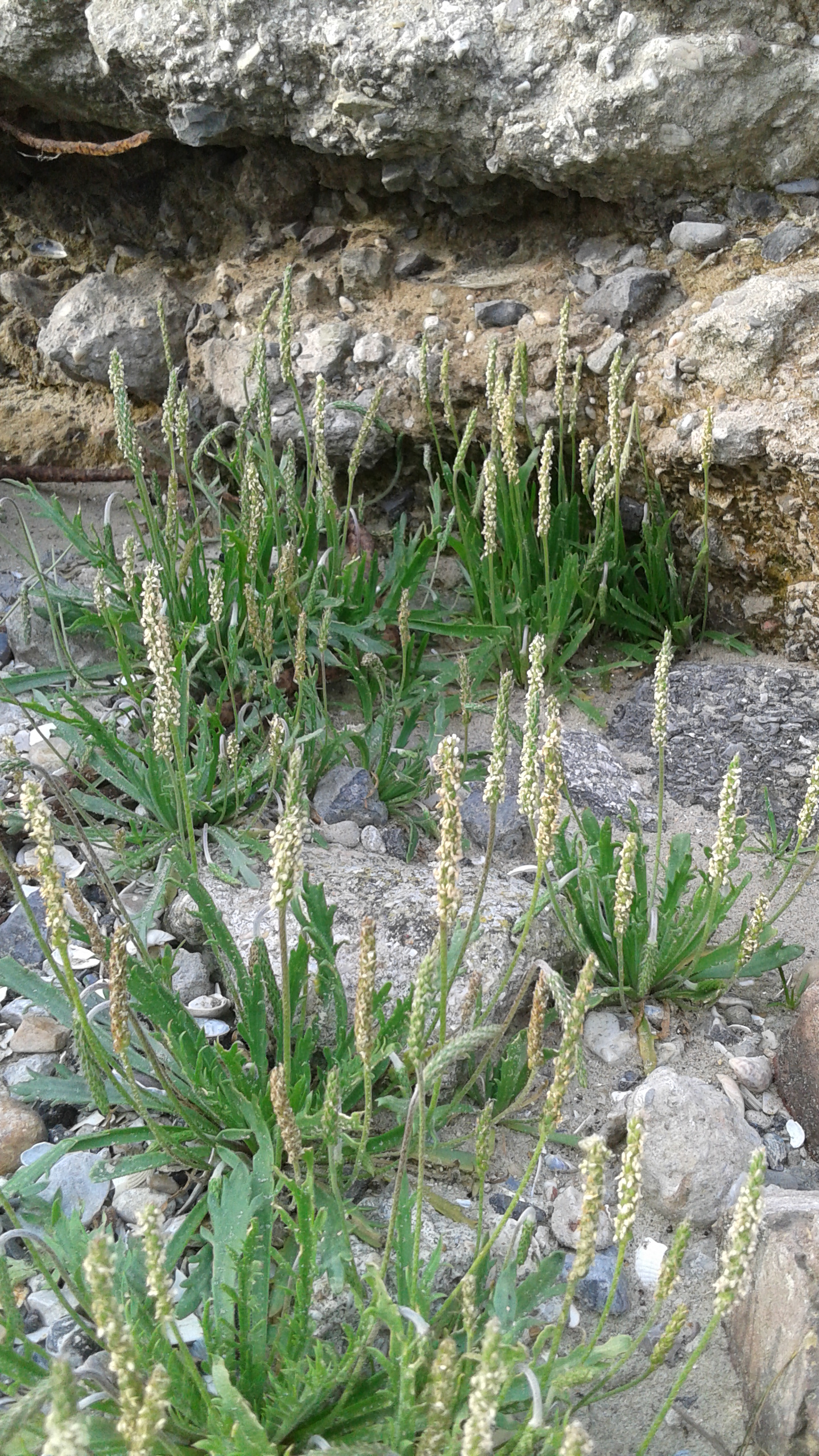
Plantain corne de cerf

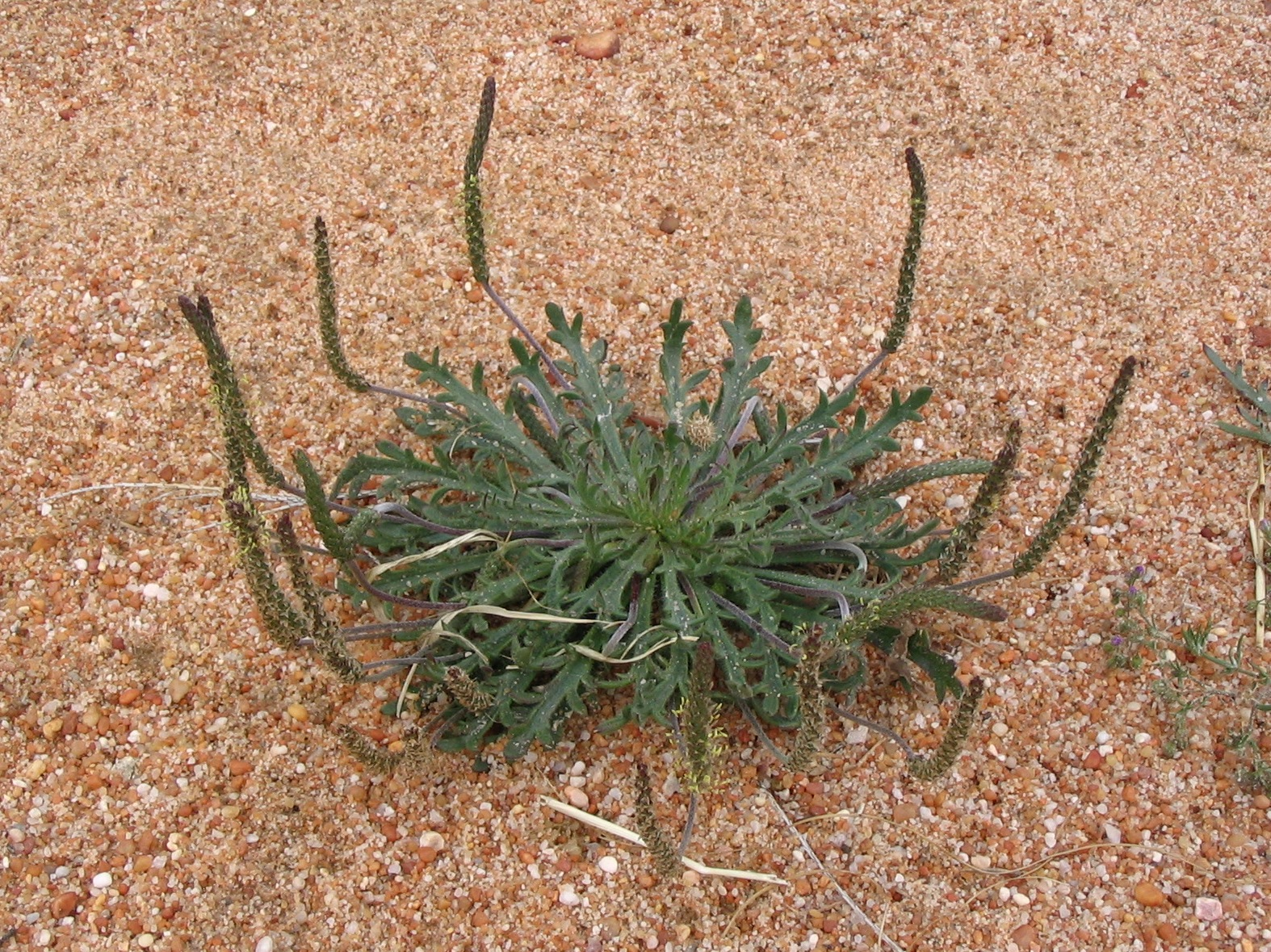
Plantain corne de cerf dans un chemin sableux. Cette plante est souvent la dernière à subsister sur les sols piétinés.

La floraison a lieu d'avril à octobre sur le littoral méditerranéen.
- Couleur dominante des fleurs : jaune
- Inflorescence : épi simple
- Sexualité : hermaphrodite
- Ordre de maturation : protogyne
- Pollinisation : anémogame

Graine
- Fruit : Pyxide
- Dissémination : barochore[4]

Données d'après : Julve, Ph., 1998 ff. - Baseflor. Index botanique, écologique et chorologique de la flore de France. Version : 23 avril 2004.
Plantago aschersonii est rapproché de Plantago coronopus ; il s'en différencie par ses feuilles lancéolées pubescentes.

## Utilisations

### Médicale
Déjà connu des médecins de l'Antiquité, le plantain fut utilisé comme astringent dans les métrorragies ou pour simuler la virginité chez les jeunes filles qui l'avaient perdue.
De nos jours, employé comme diurétique. Entre dans la composition d'infusions, d'emplâtres contre les ulcères, pustules ou piqûres d'insectes. Peut servir aussi de collutoire pour gargarismes, ou de solution efficace contre la conjonctivite.
C'est au tanin et à la pectine de leurs différents organes et au mucilage des graines, que les plantains doivent leurs propriétés médicinales, notamment antibactériennes : soigne la dysenterie et les entérites diarrhéïformes (en infusions).
L'action astringente du tanin explique les bons effets du plantain en ophtalmologie et cicatrisation des ulcères variqueux (application des feuilles trempées dans l'eau bouillie). On dit le plantain utile contre l'acné, en crème. Contre les laryngites, pharyngites et trachéites en décoction.

### Alimentaire et culture
Les feuilles de la première année sont parfois consommées (crues ou cuites) comme légume ou en salade. Il est cultivé comme plante potagère en Italie sous les noms d'erba stella, coronopo, corne di cervo et de minutina. Le semis se fait au printemps, mais l'automne est possible, on fait plusieurs coupes successives; la plante est tolérante à la salinité qui engendre des petites mutations. Les italiens en font des salades, des soupes, des omelettes.

### Plante-témoin
C'est une « plante témoin », lorsqu'il n'y a plus que lui sur une dune c'est qu'elle va, très vite, redevenir mobile, il faut immédiatement en interdire l'accès (référence?).